# Libro dei Sui
Il Libro dei Sui (cinese tradizionale: 隋書; cinese semplificato: 隋书; pinyin: Suīshū) raccoglie la storia ufficiale della dinastia cinese Sui, e fa parte delle Ventiquattro Storie ufficiali della Cina imperiale. Fu redatto da un gruppo di storici guidati dal funzionario della Dinastia Tang Wei Zheng e fu completato nel 636.
Particolarmente pregevole è il suo catalogo letterario (Suishu jingjizhi 隋書經籍志), che come quello del Libro degli Han o Hanshu fornisce preziose indicazioni su opere del passato ormai perdute. Il formato utilizzato nel testo segue il formato composito della biografia storica (斷代紀傳體) stabilito da Ban Gu nel Libro degli Han posteriori con tre sezioni: annali (紀), trattati (志) e biografie (傳).